# Круглово (Марий Эл)
 Круглово  — деревня в Юринском районе Республики Марий Эл. Входит в Марьинское сельское поселение.

## География
Находится в юго-западной части республики Марий Эл на расстоянии приблизительно 29 км по прямой на север-северо-запад от районного центра посёлка Юрино.

## История
Возникла в XIX веке. В 1925 году в деревне насчитывалось 104 двора, в которых было 612 жителей, а в 1929 году — 108 и 570 (русские), в 1939 96 и 492, в 1960 243 жителя. В советское время работали колхозы «Путь Октября», «Победа», совхоз «Ветлужский».

## Население
Постоянное население составляло 119 человек (русские 99 %) в 2002 году, 70 в 2010.

## Известные уроженцы
Немцев Василий Яковлевич (1916—1986) — советский партийный и хозяйственный деятель. Председатель колхоза имени Я. Свердлова Куженерского района Марийской АССР (1955—1962), председатель колхоза имени К. Маркса (1963—1972) и председатель Кужмарского сельсовета Звениговского района МарАССР (1972—1976). Участник Великой Отечественной войны. Член ВКП(б).